# 马克·舒尔茨
马克·舒尔茨（英語：Mark Schultz，1960年10月26日—），美国男子摔跤运动员。他曾代表美国参加1984年和1988年夏季奥林匹克运动会摔跤比赛，其中1984年夏季奥运会获得男子自由式中量级金牌。

## 家庭
哥哥戴夫·舒尔茨。